# 藤原浩
藤原浩（日语：／ Fujiwara Hiroshi，1964年2月7日—），是一位日本時裝設計師、饒舌歌手、DJ，也被稱為裏原宿之父。其最主要的品牌為Fragment Design。

## 介紹
藤原浩出生於三重縣伊勢市，父親藤原武是競輪選手。
他的身份很多，像是DJ、音樂製作人、設計師等等，是一位全方位的人才。被譽為日本的潮流教父裏原宿之父，不止在日本只要是亞洲地區的人也深受著藤原浩的影響。其實早期藤原浩從英国留學歸來以後，是從事著DJ的工作，投身於音事業與現在同為原宿系教父級的DJ高木完創立了TINNIE PUNKS這個組合作為正式出道的團體,隔年將團名改名為TINY PANX.當時引起極大迴響，1988年成立Major Force音樂製作公司後1990年開始藤原浩開始接觸了服裝領域，並創辦了自己的第一個品牌Good Enough。

## 著作
- PERSONAL EFFECTS
- Hiroshi Fujiwara: Fragment

## 經歷
- 1979年11月，Plastics於英國獨立音樂廠牌 Rough trade，發行首張單曲 COPY/ROBOT。
- 1982年，中西俊夫和YMO團員細野晴臣，高橋幸宏以及土屋昌巳(後長居英國)，桑原茂一等人合作專輯 "Do You Like Japan?"。
- 1986年，藤原浩和高木完兩人組成饒舌&龐克團體TINNIE PUNKS。
- 1987年，TSUBAKI HOUSE（樁館）閉店，LONDON NITE仍持續舉行。
- 1988年，與高木完、中西俊夫、工藤昌之（K.U.D.O）和屋敷豪太等人創設首個日本傳奇Hip-hop廠牌MAJOR FORCE。
- 1990年，創立街頭品牌Good Enough，品牌服裝數量極為稀少造成當時一股風潮。
- 1995年，創辦Electric Cottage（EC）服飾品牌，Electric Cottage為當時藤原浩私人工作室的名字。
- 1998年，創設Head Porter背包品牌，藤原浩負責監製設計而背包本身由吉田吉藏先生的YOSHIDA & CO.LTD負責生產。
- 2002年，藤原浩(Fujiwara Hiroshi)與Nike創意概念副總裁Tinker Hatfield以及Nike公司總裁兼首席執行長Mark Parke共同發展出Nike HTM系列，HTM取自於三個人的名字頭文字所組成。
- 2004年，和倉石一樹成立Fragment Design工作室(前身為Electric Cottage)。
- 2006年，與NEIGHBORHOOD的主理人瀧澤伸介，共同創立平價服飾品牌Base Control。
- 2008年，SOPHNET.主理人清永浩文與藤原浩共同創立時裝品牌Uniform Experiment，概念為對“實驗性”的創新性改良，將許多元素融入時裝之中，創造出更多適合現代生活中穿著的服飾。
- 2009年，由blender株式会社所開發的日本香水品牌retaW，藤原浩為策劃人之一負責策畫和創意。品牌名稱取自「Water」水的反寫。
- 2018年，在1998年創設的 Head Porter 背包品牌宣佈將於2019年春夏後結束，但也同時宣佈2019年9月將會有新品牌誕生。[1]

## 外部連結
- fujiwarahiroshi （页面存档备份，存于）的Instagram
- 藤原 ヒロシ （页面存档备份，存于）的Ring of colour
- Fragment Design （页面存档备份，存于）
- Head Porter